# 蔓延的愛
蔓延的爱是英国歌手利昂娜·刘易斯的一首歌曲，收录于她的首张录音室专辑《心靈深處》中，这首歌曲由美国歌手杰西·麦卡特尼录制，并由美国歌手瑞恩·泰德制作
。蔓延的爱于2007年第四季度和2008年第一季度发行，在国际版本中作为第一主打曲，而在英国和爱尔兰版本中则是第二主打曲 。